# جوليا بلوم
جوليا بلوم (بالإنجليزية: Julia Blum)‏ هي كاتبة أغاني وممثلة أمريكية، ولدت في 1967 في بيفرلي هيلز في الولايات المتحدة.

## وصلات خارجية
- جوليا بلوم على موقع IMDb (الإنجليزية)